# Uromedina villeneuvei
Uromedina villeneuvei là một loài ruồi trong họ Tachinidae.